# Гіпотеза Рімана
Гіпотезу Рі́мана про розподіл нулів дзета-функції Рімана сформулював Бернгард Ріман 1859 року.

## Формулювання
Гіпотеза стверджує, що:
|  | Дійсна частина всіх нетривіальних нулів дзета-функції {\displaystyle \zeta (s)} дорівнює {\displaystyle {1 \over 2}} |

Функція {\displaystyle \zeta (s)} визначена для всіх комплексних {\displaystyle s\neq 1}, і має нулі для від'ємних цілих {\displaystyle s=-2,-4,-6\dots }. Із функціонального рівняння {\displaystyle \zeta (s)=2^{s}\pi ^{s-1}\sin {\pi s \over 2}\Gamma (1-s)\zeta (1-s)}, і явного виразу {\displaystyle {\frac {1}{\zeta (s)}}=\sum _{n=1}^{\infty }{\frac {\mu (n)}{n^{s}}}} при {\displaystyle \operatorname {Re} \,s>1} випливає, що всі інші нулі, які називаються «нетривіальними», розташовані у смузі {\displaystyle 0\leqslant \operatorname {Re} \,s\leqslant 1} симетрично щодо так званої «критичної лінії» {\displaystyle {1 \over 2}+it,\;t\in \mathbb {R} }.
Гіпотеза Рімана входить до списку семи «проблем тисячоліття». За доведення цієї гіпотези Математичний інститут Клея (Clay Mathematics Institute, Кембридж, Массачусетс) обіцяв виплатити приз розміром 1 млн. доларів США. Цікаво, що спростування гіпотези (тобто обчислення нетривіального нуля поза «критичною лінією») не дає права отримання призу.

## Історія
1896 року Адамар і Валле-Пуссен незалежно довели, що нулі дзета-функції не можуть лежати на прямих {\displaystyle \operatorname {Re} \,s=0} і {\displaystyle \operatorname {Re} \,s=1}.
1900 року Давид Гільберт включив гіпотезу Рімана до списку 23 нерозв'язаних проблем як частину восьмої проблеми, спільно з гіпотезою Гольдбаха.
1914 року Гарді (Харді) Ґодфрі Гарольд довів, що на критичній лінії знаходиться нескінченно багато нулів, а пізніше Харді і Літлвуд дали оцінку знизу частки нулів, що лежать на критичній лінії, яку потім покращували різні математики.
Деякі нетривіальні нулі розташовуються екстремально близько один до одного. Ця властивість відома як «Лемерове явище» (Деррік Лемер).
Титчмарш, Ворос 1987 року довели, що дзета-функція може бути розкладена у добуток через свої нетривіальні нулі (розклад Адамара).
2004 року група математиків університету Пардьє (Purdue University, USA) під керівництвом Луі де Бранжа (Louis De Branges de Bourcia) запропонувала доведення гіпотези Рімана, яке, однак, виявилося помилковим.
Чергове повідомлення про доведення гіпотези Рімана надійшло у 2018 р. від математика Майкла Атья. Це відбулося під час конференції Heidelberg Laureate Forum у Гейдельберзькому університеті.

## Еквівалентні формулювання
1901 року Хельге фон Кох показав, що гіпотеза Рімана еквівалентна наступному твердженню про розподіл простих чисел:
{\displaystyle \pi (x)=\int \limits _{2}^{x}\!{\frac {dt}{\ln t}}+O\left({\sqrt {x}}\ln x\right)} якщо {\displaystyle x\rightarrow \infty }

## Цікаві факти
- Знаменита відповідь Гільберта на питання про те, що б він зробив, якби він з якої-небудь причини заснув на п'ятсот років і раптом прокинувся. Математик відповів, що в першу чергу він запитає, чи була доведена гіпотеза Рімана.
- У 2015 р. прес-службою Математичного інституту Клея повідомлено, що нігерійський математик Опіємі Енох з Федерального університету в м. Оє-Екіті  зумів довести гіпотезу Рімана, яку учені безуспішно намагаються вирішити протягом останніх 156 років. Разом з тим, у Математичному інституті Клея (м. Кембридж, штат Массачусетс) заявили, що досягнення буде зафіксовано тільки після його публікації в міжнародному журналі з високою репутацією, тобто після верифікації науковою спільнотою.[4]